# Rue Coqraimont
La rue Coqraimont est une rue ancienne de la ville de Liège (Belgique) située dans le quartier de Sainte-Marguerite.

## Odonymie
Coqraimont signifie le mont du coq de clocher. En wallon, le coq de clocher ou coq en girouette se dit : Cocrê. Il s'agit très vraisemblablement du coq de clocher de l'ancienne église Saint-Séverin qui se dressait à l'angle de la rue Saint-Séverin et de la rue Hocheporte. En 1750, la rue de Cocraimont est répertoriée à l'emplacement actuel de la rue Firquet.

## Situation et description
Cette courte voirie pavée et rectiligne mesure environ 45 mètres et relie par une petite montée la rue Saint-Séverin à la rue Firquet. La rue compte une douzaine d'habitations. Elle applique un sens unique de circulation automobile dans le sens  Saint-Séverin - Firquet.

## Voies adjacentes
- Rue Saint-Séverin
- Rue Firquet